# Karl Plagge
Karl Plagge (ur. 10 lipca 1897 w Darmstadt, zm. 19 czerwca 1957 tamże) – niemiecki inżynier zaangażowany w ratowanie Żydów podczas Holocaustu na Litwie. Odznaczony medalem Sprawiedliwego wśród Narodów Świata.

## Okres przedwojenny
Plagge dołączył do partii nazistowskiej w 1931, widząc w niej nadzieję na odbudowę Niemiec po załamaniu gospodarczym po I wojnie światowej. Po dojściu Adolfa Hitlera do władzy został zwolniony ze stanowiska wykładowcy za niechęć do nauczania rasizmu. Przestał uczestniczyć w działaniach partii w 1935, którą formalnie opuścił po wybuchu II wojny światowej.

## II wojna światowa
Podczas wojny wykorzystywał swoją pozycję jako oficer sztabowy w armii niemieckiej do zatrudniania i ochrony Żydów w getcie wileńskim. Początkowo Plagge zatrudniał Żydów, którzy mieszkali w getcie, ale kiedy pojawiło się widmo jego likwidacji we wrześniu 1943, major założył obóz pracy przymusowej HKP 562. Uratował w nim wielu żydowskich mężczyzn, wydając im oficjalne zezwolenia na pracę. Przed przełożonymi utrzymywał teorię, że ich umiejętności były kluczowe dla niemieckiego wysiłku wojennego, a obecność ich żon i dzieci jest potrzebna do efektywnej pracy. W czasie swojej pracy był zmuszony parę razy podjąć dwuznaczne moralnie decyzje, m.in. o rozstrzelaniu dwójki uciekinierów w ostatecznym celu ratowania reszty podległych mu Żydów, umiejscawiając się w „szarej strefie moralności”. Nie mogąc zatrzymać ostatecznej likwidacji pracujących u niego więźniów w lipcu 1944, Plagge ostrzegł ich o grożącym niebezpieczeństwie, dzięki czemu 200 zdołało się ukryć i doczekać do zajęcia Wilna przez Armię Czerwoną. Spośród 100 000 przedwojennych wileńskich Żydów ocalało tylko 2000, z których największą grupę uratował Plagge .

## Okres powojenny
W 1947 postawiono go przed alianckim sądem denazyfikacyjnym. Mimo że w jego obronie zeznawali byli więźniowie jego obozu, sąd nie oczyścił go w pełni z zarzutów, ponieważ uważał, że jego działania były motywowane humanitaryzmem, a nie sprzeciwem wobec nazizmu jako ideologii.
Zmarł na atak serca w Darmstadt 19 czerwca 1957.

## Odznaczenia
- Krzyż Honorowy dla Walczących na Froncie[12]
- Krzyż Zasługi Wojennej II klasy z mieczami[12]
- Krzyż Zasługi Wojennej I klasy z mieczami[12]

W 2005 Jad Waszem oznaczył go nagrodą Sprawiedliwy wśród Narodów Świata.